# Districte d'Abidjan
El Districte d'Abidjan és un dels dos districtes autònoms que, juntament amb les 31 regions de Costa d'Ivori, conformen la subdivisió de l'estat ivorienc. Està situat a la costa de l'oceà Atlàntic i la seva capital és la capital econòmica del país, Abidjan. Té una superfície de 2.119 km² i un 15% d'aquesta està formada per aigua. Fins que el 2010 es va fer la nova reestructuració del país, havia format part de la regió de Lagunes, de la que havia estat la capital. El districte d'Abidjan té una població de més de 6 milions de persones i la seva capital és la segona ciutat per nombre d'habitants de l'Àfrica Occidental després de Lagos, a Nigèria. Abidjan el 2012 tenia 4.351.086 habitants.

## Geografia i situació geogràfica

Antiga regió de Lagunes de la que havia format part l'actual Districte Autònom d'Abidjan

El seu clima és tropical humit i té dues estacions seques i dues estacions humides. La seva temperatura varia entre els 24 °C i els 31 °C.
El Districte d'Abidjan està a la costa de l'oceà Atlàntic, una mica a l'est del país. Al nord hi ha les regions d'Agneby-Tiassa i de La Mé, a l'est hi ha la regió de Comoé Meridional i a l'oest hi ha la regió de Grands Ponts.

## Demografia, etnologia i llengües
- - Els ebriés són el grup humà que tenen com a llengua materna l'ebrié viuen a gran part del departament.[4]
  - Els gwes, que tenen com a llengua materna el mbato, viuen a l'extrem oriental del departament, a la riba del riu Comoé.[5]

## Municipis
Els municipis del Districte d'Abidjan són: Abobo, Adjamé, Anyama, Attécoubé, Bingerville, Cocody, Koumassi, Marcory, Plateau, Port-bouët, Songon, Theichville, Yopougon i la seva capital, Abidjan.

## Economia
Abidjan és la capital econòmica i industrial de Costa d'Ivori, a més del seu port internacional més important.
El cafè, el cacau, l'hevea i l'oli de palma són els principals cultius industrials destinats a la venda del districte d'Abidjan. Els seus productes destinats a l'alimentació són la banana, la banana dolça, la mandioca, els llegums, l'horticultura i la pesca tradicional i industrial.

## Turisme
Els principals atractius turístics del districte són:
- L'Illa Boulay
- La costa atlàntica
- El Parc Nacional de Banco
- El bosc d'Andeguedou
- El zoo d'Abidjan
- El jardí botànic de Bingerville

## Cultura
Els principals atractius culturals del districte d'Abidjan són:
- El FEMUA (Festival de Músiques Urbanes d'Anoumabo)
- El MASA (Mercat de les Arts i dels Espectacles Africans)
- Les manifestacions dels Tchamáns (danses fatchué, cocoma i cidha)
- Les manifestacions dels Akyés (danses fotchué, cidha i Aken'de)